# バンジュール
バンジュール（Banjul）は、アフリカ大陸でも最も西に位置する国の一つガンビアの首都である。旧名バサースト（Bathurst）。

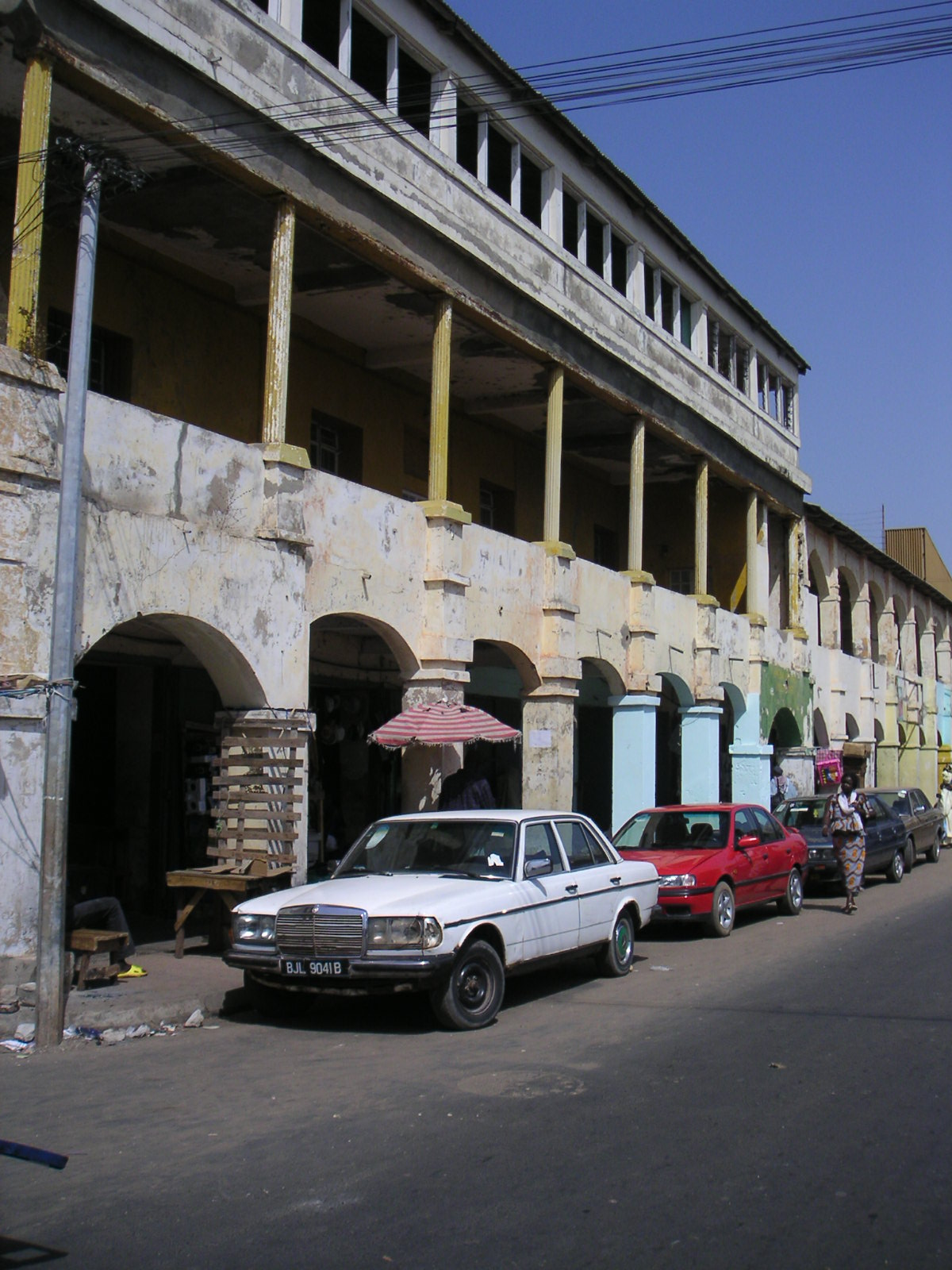
バンジュール市内

## 基礎データ
2013年の人口は約3.5万人。
ガンビアは大西洋に注ぐガンビア川に沿った幅20 - 45kmの東西に長い国であり、バンジュールは河口部のセントメリーズ島に位置する。
バンジュール島とも呼ばれる。
北緯13度28分、西経16度39分。

## 歴史
1816年、イギリス人が交易所と奴隷貿易の拠点としてバンジュールの礎を築いた。イギリス植民省の大臣であった第3代バサースト伯爵ヘンリー・バサーストの名前に因んでバサーストと命名された。1843年セントメリーズ島が王領植民地となる。1973年にマンデ族に因んで現在の名前に変わった。

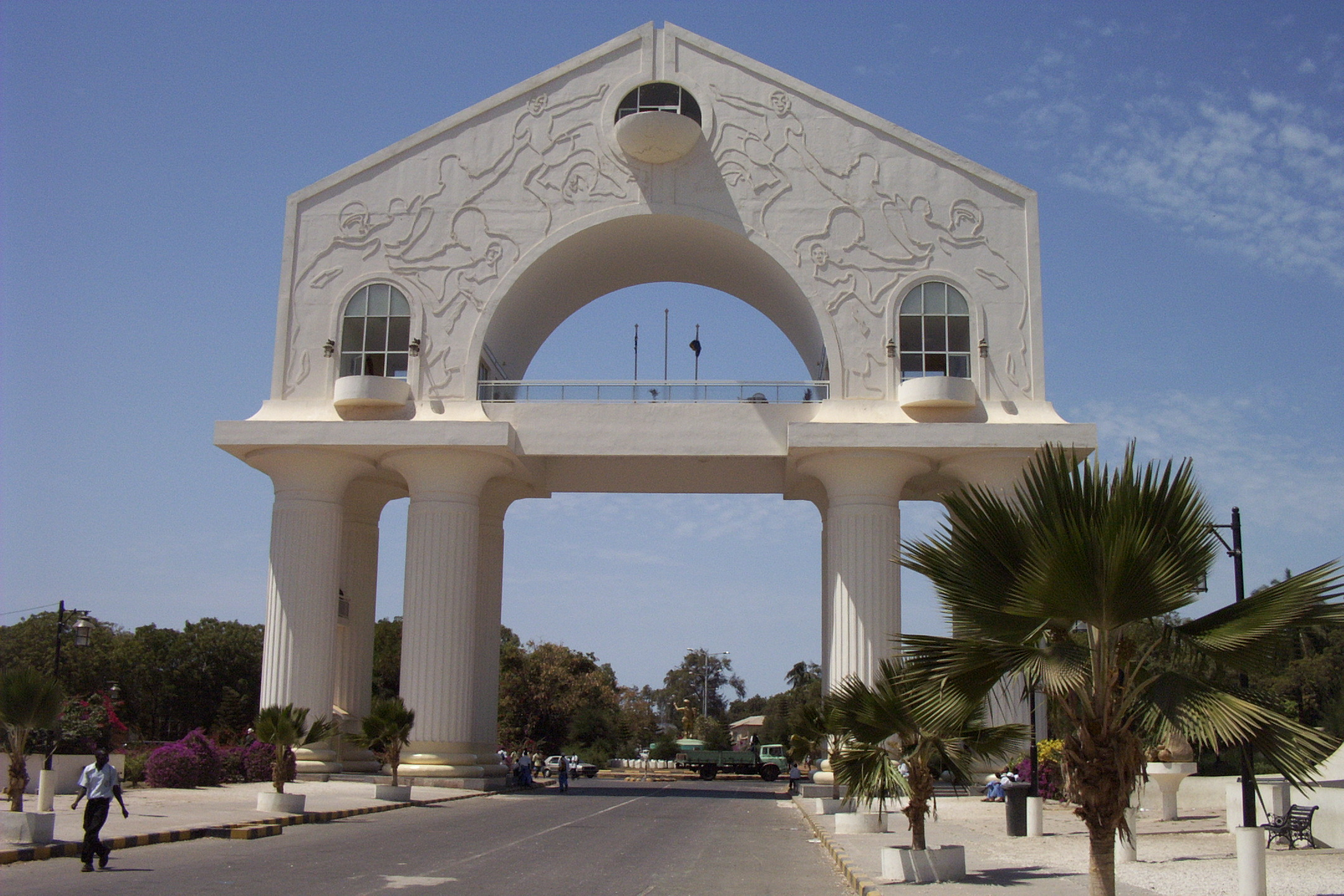
アーチ22 バンジュール市の入り口に立つ

1994年7月22日に起きた軍事クーデターを記念して、アーチ22と呼ばれる門が町の入り口に立てられている。ゲートの高さは35mあり、正方形の門がある。アーチ22の内部には、織物博物館が収められている。

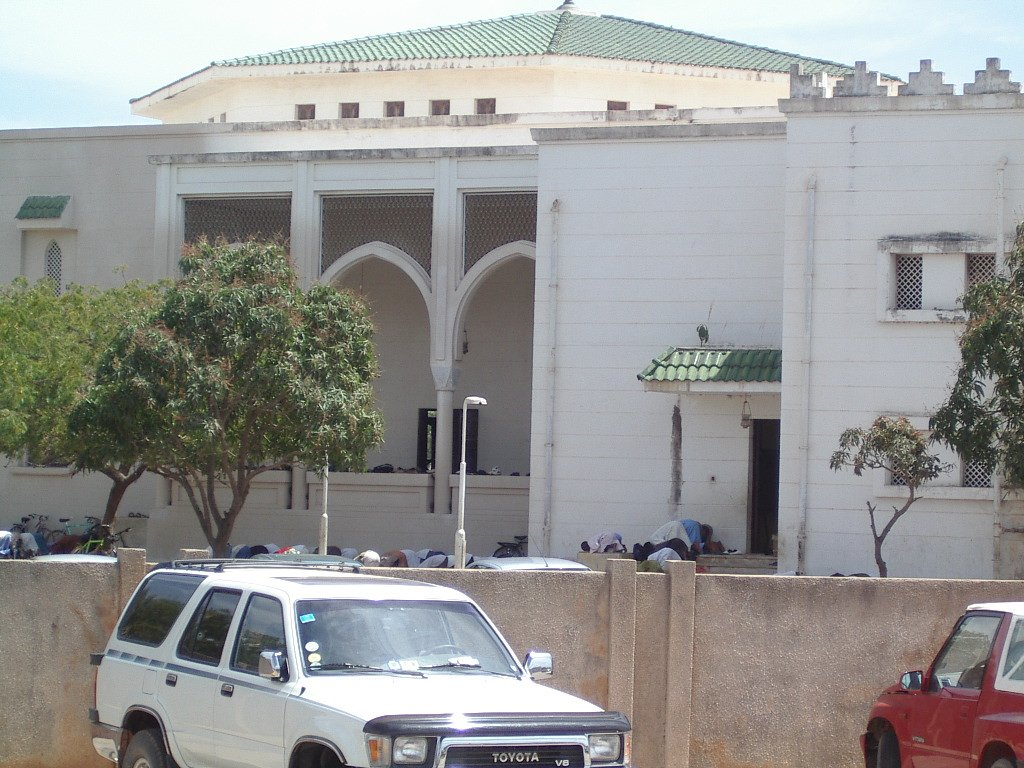
バンジュールのモスク

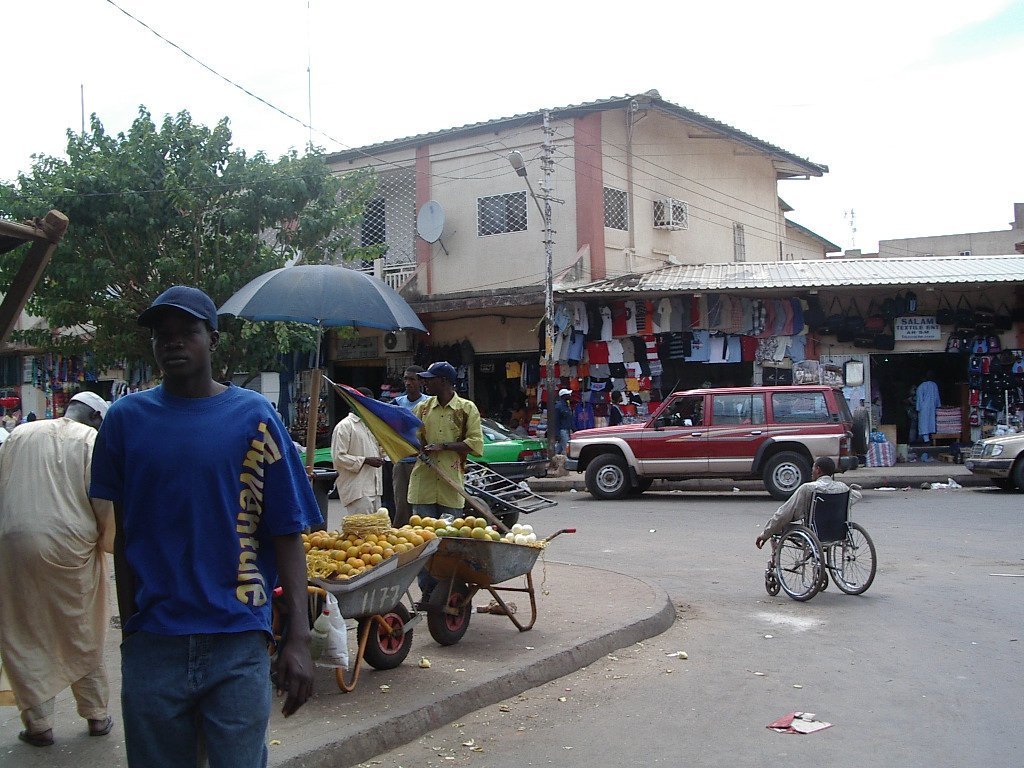
アルバート広場

## 気候
ガンビア全土がケッペンの気候区分でいうサバナ気候 (Aw) に属し、バンジュールにおいても雨季と乾季がはっきりしている。11月から5月にかけて乾季となり、乾燥すると共に夜間は気温が下がる。雨季には南西からモンスーンが吹きつけ、多雨となる。1月の平均気温は23.9℃、7月は27.3℃。年間降水量は1295mm。
| バンジュールの気候                                          | バンジュールの気候 | バンジュールの気候 | バンジュールの気候 | バンジュールの気候 | バンジュールの気候 | バンジュールの気候 | バンジュールの気候 | バンジュールの気候 | バンジュールの気候 | バンジュールの気候 | バンジュールの気候 | バンジュールの気候 | バンジュールの気候 |
| 月                                                          | 1月                | 2月                | 3月                | 4月                | 5月                | 6月                | 7月                | 8月                | 9月                | 10月               | 11月               | 12月               | 年                 |
| ----------------------------------------------------------- | ------------------ | ------------------ | ------------------ | ------------------ | ------------------ | ------------------ | ------------------ | ------------------ | ------------------ | ------------------ | ------------------ | ------------------ | ------------------ |
| 最高気温記録 °C （°F）                                      | 37.2 (99)          | 38.9 (102)         | 40.6 (105.1)       | 41.1 (106)         | 41.1 (106)         | 37.8 (100)         | 33.9 (93)          | 33.3 (91.9)        | 34.4 (93.9)        | 37.2 (99)          | 35.6 (96.1)        | 35.6 (96.1)        | 41.1 (106)         |
| 平均最高気温 °C （°F）                                      | 31.7 (89.1)        | 33.5 (92.3)        | 33.9 (93)          | 33.0 (91.4)        | 31.9 (89.4)        | 31.9 (89.4)        | 30.8 (87.4)        | 30.2 (86.4)        | 31.0 (87.8)        | 31.8 (89.2)        | 32.7 (90.9)        | 31.9 (89.4)        | 32.0 (89.6)        |
| 平均最低気温 °C （°F）                                      | 15.7 (60.3)        | 16.6 (61.9)        | 17.9 (64.2)        | 18.8 (65.8)        | 20.3 (68.5)        | 22.9 (73.2)        | 23.6 (74.5)        | 23.3 (73.9)        | 22.6 (72.7)        | 22.2 (72)          | 18.8 (65.8)        | 16.2 (61.2)        | 19.9 (67.8)        |
| 最低気温記録 °C （°F）                                      | 7.2 (45)           | 10.0 (50)          | 11.7 (53.1)        | 12.2 (54)          | 13.9 (57)          | 18.3 (64.9)        | 20.0 (68)          | 20.0 (68)          | 17.2 (63)          | 16.1 (61)          | 12.2 (54)          | 8.9 (48)           | 7.2 (45)           |
| 雨量 mm （inch）                                            | 0.5 (0.02)         | 0.0 (0)            | 0.0 (0)            | 0.0 (0)            | 1.3 (0.051)        | 62.7 (2.469)       | 232.4 (9.15)       | 346.8 (13.654)     | 255.1 (10.043)     | 75.8 (2.984)       | 1.6 (0.063)        | 0.7 (0.028)        | 976.9 (38.461)     |
| 平均降雨日数                                                | 0                  | 0                  | 0                  | 0                  | 0                  | 5                  | 14                 | 19                 | 16                 | 6                  | 0                  | 0                  | 60                 |
| % 湿度                                                      | 47                 | 47                 | 50                 | 58                 | 67                 | 73                 | 81                 | 85                 | 84                 | 80                 | 69                 | 55                 | 67                 |
| 平均月間日照時間                                            | 207.7              | 237.3              | 266.6              | 252.0              | 229.4              | 201.0              | 182.9              | 189.1              | 183.0              | 217.0              | 246.0              | 210.8              | 2,622.8            |
| 平均日照時間                                                | 6.7                | 8.4                | 8.6                | 8.4                | 7.4                | 6.7                | 5.9                | 6.1                | 6.1                | 7.0                | 8.2                | 6.8                | 7.2                |
| 出典1：World Meteorological Organization                    |                    |                    |                    |                    |                    |                    |                    |                    |                    |                    |                    |                    |                    |
| 出典2：Deutscher Wetterdienst (extremes, humidity, and sun) |                    |                    |                    |                    |                    |                    |                    |                    |                    |                    |                    |                    |                    |

## 観光
町の見所は、ガンビア国立博物館、アルバート広場、バンジュール州会議事堂、バンジュール裁判所、2つの大聖堂、複数の大きなモスクである。

北に浮かぶバッラ島行きのフェリーが運航されている。バンジュール国際空港も近い。良い海水浴場があるため、外国人観光客に人気がある。西アフリカの都市では、治安が良い町である。しかし、近年は外国人観光客を狙ったスリなどが増えているため注意が必要である。

## 経済
バンジュールはガンビアの最大の都市圏であり、経済、行政の中心でもある。アフリカ諸国のなかでもガンビアの人口密度は4番目に高く、バンジュール以外にも都市圏が存在する。ガンビアの主要産業は落花生加工業である。
実際、ガンビアの輸出金額のうち45%が落花生と落花生加工品で占められている。このほか、蜜蝋、椰子の木、パーム油とパーム油を加工した石鹸、シュロがバンジュール港から輸出されている。

## 隣接行政区画
- ノースバンク地方 ガンビア川河口付近の対岸に位置する。
- 西海岸地方 (ガンビア)

## その他
- 1981年6月27日にアフリカ統一機構首脳会議で採択され、1986年10月21日発効した「人及び人民の権利に関するアフリカ憲章」が、当該会議の開催地であるバンジュールの名前をとって、バンジュール憲章と呼ばれる。

## 姉妹都市
- ダカール、セネガル
- 台北、台湾